# Ferrières-Saint-Mary
Ferrières-Saint-Mary település Franciaországban, Cantal megyében. Lakosainak száma 238 fő (2022. január 1.). Ferrières-Saint-Mary Bonnac, Joursac, Peyrusse, Rézentières, Saint-Mary-le-Plain, Talizat és Valjouze községekkel határos.

## Népesség
A település népességének változása:
| Lakosok száma | 519  | 436  | 402  | 255  | 249  | 246  | 245  | 248  | 244  | 238  |
|               | 1968 | 1982 | 1990 | 2006 | 2013 | 2015 | 2017 | 2019 | 2020 | 2022 |